# Canton de Signy-l'Abbaye
Pour les articles homonymes, voir Signy.
Le canton de Signy-l'Abbaye est une circonscription électorale française située dans le département des Ardennes et la région Grand Est.
À la suite du redécoupage cantonal de 2014, les limites territoriales du canton sont remaniées. Le nombre de communes du canton passe de 12 à 71.

## Histoire
Par décret du 21 février 2014, le nombre de cantons du département est divisé par deux, avec mise en application aux élections départementales de mars 2015. Le canton de Signy-l'Abbaye est conservé et s'agrandit, incluant désormais les communes des anciens cantons de Chaumont-Porcien, Novion-Porcien (à l'exception de Corny-Marchéroménil) et Rumigny. Il passe de 12 à 71 communes.

## Géographie
Ce canton est organisé autour de Signy-l'Abbaye dans l'arrondissement de Charleville-Mézières. Son altitude moyenne est de 193 m.

## Représentation

### Conseillers généraux de 1833 à 2015
| Période                                  | Période          | Identité                                                             | Étiquette         | Qualité |
| ---------------------------------------- | ---------------- | -------------------------------------------------------------------- | ----------------- | --- |
| 1833                                     | 1836 (décès)     | Jean-Baptiste Hénon (père)                                           |                   | Propriétaire et brasseur à Mézières |
| 1836                                     | 1848             | Jean-Baptiste Jonnart                                                |                   | Inspecteur principal des douanes à Paris |
| 1848                                     | 1858 (décès)     | Charles Anastase Gabriel Vicomte puis Comte de Gourjault (1803-1858) |                   | Ancien commandant de la Garde nationale Rentier, conseiller municipal de Mézières puis Maire de Neufmaison Propriétaire du château de Valcontant |
| 1858                                     | 1865             | Adrien Charles de Landru (1794-1869)                                 |                   | Maire de Gruyères, conseiller d'arrondissement                                                                                                   |
| 1865                                     | 1870             | Jean-Baptiste Athanas Berthélemy                                     |                   | Filateur Maire de Signy-l'Abbaye |
| 1871                                     | 1879             | Ferdinand Lambert-Hettier                                            | Républicain       | Propriétaire, ancien contrôleur des contributions directes, Launois                                                                              |
| 1879                                     | 1885 (démission) | Emile Fignier                                                        | Républicain       | Ancien notaire à Signy-l'Abbaye |
| 1885                                     | 1894 (décès)     | Charles Constant Noblet                                              | Républicain       | Filateur Maire de Signy-l'Abbaye |
| 1894                                     | 1907             | André Berthélemy                                                     | Républicain       | Filateur, maire de Signy-l'Abbaye |
| 1907                                     | 1933 (décès)     | Camille Billaudelle (1852-1933)                                      | Rad.              | Brasseur Maire de Clavy-Warby, conseiller d'arrondissement                                                                                       |
| 1933                                     | 1940             | Pierre Renard-Billaudelle                                            | Rad. antimarxiste | Brasseur Maire de Clavy-Warby Nommé membre de la Commission administrative départementale en 1941 Nommé conseiller départemental en 1943         |
|                                          |                  |                                                                      |                   | |
| 1945                                     | 1949             | Pierre Wahart (1912-1960)                                            | MRP               | Minotier à Wagnon et à Signy-l'Abbaye |
| 1949                                     | 1964 (décès)     | Marcel Ganichon                                                      | Rad.              | Maire de Signy-l'Abbaye |
| 1964                                     | 1979             | Louis Lebrun                                                         | Rad. puis PS      | Horloger-bijoutier Maire de Signy-l'Abbaye |
| 1979                                     | 1998             | Pierre Faille (1924-2018)                                            | RPR               | Agriculteur, maire de Signy-l'Abbaye (1983-2001)                                                                                                 |
| 1998                                     | 2015             | Elisabeth Faille (1953-2017, belle fille du précédent)               | DVD               | Maire-adjointe de Signy-l'Abbaye Première Vice-Présidente du Conseil Général                                                                     |
| Les données manquantes sont à compléter. |                  |                                                                      |                   | |

### Conseillers d'arrondissement
| Période | Période          | Identité                                            | Étiquette | Qualité |
| ------- | ---------------- | --------------------------------------------------- | --------- | --- |
| 1833    | 1848             | Adrien Charles Eugène de Landru (1794-1869)         |           | Propriétaire, maire de Gruyères                                                                             |
| 1848    | 1852             | Pierre-Louis Barthélemy-Colle                       |           | Filateur à Signy-l'Abbaye                                                                                   |
| 1852    | 1858             | Adrien Charles Eugène de Landru                     |           | Propriétaire, maire de Gruyères                                                                             |
| 1858    | 1863             | Jean-Louis Oudart (1808-1863)                       |           | Notaire à Launois                                                                                           |
| 1863    | 1870             | Eugène Potier                                       |           | Propriétaire à Launois                                                                                      |
| 1870    | 1883             | Augustin Edouard Decq (1830-1910)                   |           | Notaire à Thin-le-Moutier                                                                                   |
| 1883    | 1885 (démission) | Adelin Debruge                                      |           | Brasseur - Maire de Jandun                                                                                  |
| 1886    | 1889             | Jean-Baptiste Désiré Rousseau-Dapremont (1822-1896) |           | Ingénieur civil à Launois                                                                                   |
| 1889    | 1907             | Camille Billaudelle                                 | Radical   | Brasseur, maire de Clavy-Warby                                                                              |
| 1907    | 1919             | Eugène Fromage                                      |           | Conseiller municipal de Signy-l'Abbaye                                                                      |
| 1919    | 1922             | Léon-Hubert Capitaine                               |           | Cultivateur, maire d'Hocmont                                                                                |
| 1922    | 1931             | Jules Valtier                                       |           | Fendeur de bois, maire de Signy-l'Abbaye                                                                    |
| 1931    | 1940             | Louis Valentin                                      |           | Agent d'assurances, adjoint au maire de Signy-l'Abbaye                                                      |
| 1940    |                  |                                                     |           | Les conseils d'arrondissement ont été suspendus par la loi du 12 octobre 1940 et n'ont jamais été réactivés |

### Conseillers départementaux à partir de 2015
| Période élective | Période élective | Mandat | Mandat               | Identité            | Nuance | Nuance | Qualité                                                                         |
| ---------------- | ---------------- | ------ | -------------------- | ------------------- | ------ | ------ | ------------------------------------------------------------------------------- |
| 2015             | 2021             | 2015   | 2021                 | Patrick Demorgny    |        | DVD    | Cultivateur Ancien conseiller général du Canton de Rumigny Maire de Prez        |
| 2015             | 2021             | 2015   | février 2017 (décès) | Élisabeth Faille    |        | DVD    | Maire-adjointe de Signy-l'Abbaye                                                |
| 2015             | 2021             | 2017   | 2021                 | Françoise Jeannelle |        | LR     | Retraitée, Saulces-Monclin                                                      |
| 2021             | 2028             | 2021   | en cours             | Mélanie Lesieur     |        | DVD    | Directrice du pôle scolaire de Liart Adjointe au maire de Signy-l'Abbaye        |
| 2021             | 2028             | 2021   | en cours             | Lionel Vuibert      |        | Agir   | Cadre supérieur Maire de Faissault (2008-2022), député (2022-2024; depuis 2024) |

#### Élections de mars 2015
À l'issue du premier tour des élections départementales de 2015, deux binômes sont en ballottage : Patrick Demorgny et Elisabeth Faille (Union de la Droite, 47,88 %) et Pamela Berteaux et Jérémy Singery (FN, 39,23 %). Le taux de participation est de 55,39 % (6 626 votants sur 11 963 inscrits) contre 48,72 % au niveau départemental et 50,17 % au niveau national.
Au second tour, Patrick Demorgny et Élisabeth Faille (Union de la Droite) sont élus avec 58,77 % des suffrages exprimés et un taux de participation de 55,23 % (3 541 voix pour 6 590 votants et 11 932 inscrits).

#### Élections de juin 2021
Le premier tour des élections départementales de 2021 est marqué par un très faible taux de participation (33,26 % au niveau national). Dans le canton de Signy-l'Abbaye, ce taux de participation est de 37,99 % (4 441 votants sur 11 689 inscrits) contre 31,87 % au niveau départemental. À l'issue de ce premier tour, deux binômes sont en ballottage : Mélanie Lesieur et Lionel Vuibert (DVD, 49,07 %) et Françoise Jeannelle et Jean-Marc Rousseaux (LR, 27,45 %).
Le second tour des élections est marqué une nouvelle fois par une abstention massive équivalente au premier tour. Les taux de participation sont de 34,3 % au niveau national, 32,73 % dans le département et 39,01 % dans le canton de Signy-l'Abbaye. Mélanie Lesieur et Lionel Vuibert (DVD) sont élus avec 62,62 % des suffrages exprimés (2 588 voix pour 4 556 votants et 11 680 inscrits),,.

## Composition

### Composition avant 2015
Le canton de Signy-l'Abbaye regroupait douze communes.
| Nom                        | Code Insee | Codepostal | Superficie (km2) | Population (dernière pop. légale) | Densité (hab./km2) |
| -------------------------- | ---------- | ---------- | ---------------- | --------------------------------- | ------------------ |
| Signy-l'Abbaye (chef-lieu) | 08419      | 08460      | 62,03            | 1 351 (2012)                      | 22                 |
| Barbaise                   | 08047      | 08430      | 6,68             | 96 (2012)                         | 14                 |
| Clavy-Warby                | 08124      | 08460      | 11,78            | 355 (2012)                        | 30                 |
| Dommery                    | 08141      | 08460      | 10,66            | 186 (2012)                        | 17                 |
| Gruyères                   | 08201      | 08430      | 5,48             | 79 (2012)                         | 14                 |
| Jandun                     | 08236      | 08430      | 12,78            | 285 (2012)                        | 22                 |
| Lalobbe                    | 08243      | 08460      | 9,96             | 183 (2012)                        | 18                 |
| Launois-sur-Vence          | 08248      | 08430      | 13,37            | 673 (2012)                        | 50                 |
| Maranwez                   | 08272      | 08460      | 3,03             | 50 (2012)                         | 17                 |
| Neufmaison                 | 08315      | 08460      | 7,06             | 60 (2012)                         | 8,5                |
| Raillicourt                | 08352      | 08430      | 6,87             | 218 (2012)                        | 32                 |
| Thin-le-Moutier            | 08449      | 08460      | 39,72            | 558 (2012)                        | 14                 |

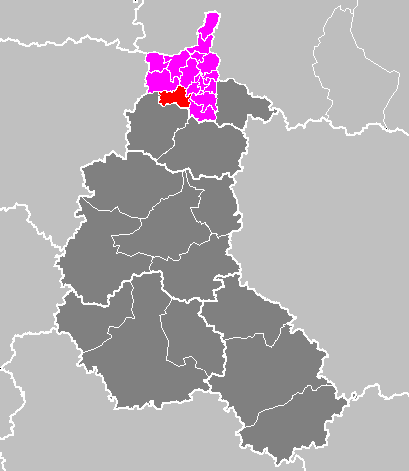
Le canton de Signy-l'Abbaye dans l'arrondissement de Charleville-Mézières, le département des Ardennes et la région Champagne-Ardenne avant 2015.
Situation du canton de Signy-l'Abbaye dans son arrondissement avant 2015.

### Composition depuis 2015
Le canton de Signy-l'Abbaye comprend soixante et onze communes entières.
| Nom                                    | Code Insee | Intercommunalité             | Superficie (km2) | Population (dernière pop. légale) | Densité (hab./km2) | Modifier                                    |
| -------------------------------------- | ---------- | ---------------------------- | ---------------- | --------------------------------- | ------------------ | ------------------------------------------- |
| Signy-l'Abbaye (bureau centralisateur) | 08419      | CC des Crêtes Préardennaises | 62,03            | 1 346 (2022)                      | 22                 | modifier les données · modifier les données |
| Antheny                                | 08015      | CC Ardennes Thiérache        | 10,14            | 100 (2022)                        | 9,9                | modifier les données · modifier les données |
| Aouste                                 | 08016      | CC Ardennes Thiérache        | 12,83            | 202 (2022)                        | 16                 | modifier les données · modifier les données |
| Aubigny-les-Pothées                    | 08026      | CC Ardennes Thiérache        | 10,42            | 306 (2022)                        | 29                 | modifier les données · modifier les données |
| Auboncourt-Vauzelles                   | 08027      | CC des Crêtes Préardennaises | 5,40             | 96 (2022)                         | 18                 | modifier les données · modifier les données |
| Barbaise                               | 08047      | CC des Crêtes Préardennaises | 6,68             | 106 (2022)                        | 16                 | modifier les données · modifier les données |
| Blanchefosse-et-Bay                    | 08069      | CC Ardennes Thiérache        | 20,47            | 136 (2022)                        | 6,6                | modifier les données · modifier les données |
| Bossus-lès-Rumigny                     | 08073      | CC Ardennes Thiérache        | 8,14             | 95 (2022)                         | 12                 | modifier les données · modifier les données |
| Cernion                                | 08094      | CC Ardennes Thiérache        | 6,58             | 54 (2022)                         | 8,2                | modifier les données · modifier les données |
| Champlin                               | 08100      | CC Ardennes Thiérache        | 5,90             | 74 (2022)                         | 13                 | modifier les données · modifier les données |
| Chappes                                | 08102      | CC des Crêtes Préardennaises | 9,59             | 82 (2022)                         | 8,6                | modifier les données · modifier les données |
| Chaumont-Porcien                       | 08113      | CC des Crêtes Préardennaises | 35,97            | 486 (2022)                        | 14                 | modifier les données · modifier les données |
| Chesnois-Auboncourt                    | 08117      | CC des Crêtes Préardennaises | 4,71             | 162 (2022)                        | 34                 | modifier les données · modifier les données |
| Clavy-Warby                            | 08124      | CC des Crêtes Préardennaises | 11,78            | 342 (2022)                        | 29                 | modifier les données · modifier les données |
| Dommery                                | 08141      | CC des Crêtes Préardennaises | 10,66            | 187 (2022)                        | 18                 | modifier les données · modifier les données |
| Doumely-Bégny                          | 08143      | CC des Crêtes Préardennaises | 7,80             | 78 (2022)                         | 10                 | modifier les données · modifier les données |
| Draize                                 | 08146      | CC des Crêtes Préardennaises | 6,79             | 90 (2022)                         | 13                 | modifier les données · modifier les données |
| L'Échelle                              | 08149      | CC Ardennes Thiérache        | 9,96             | 133 (2022)                        | 13                 | modifier les données · modifier les données |
| Estrebay                               | 08154      | CC Ardennes Thiérache        | 9,37             | 86 (2022)                         | 9,2                | modifier les données · modifier les données |
| Faissault                              | 08163      | CC des Crêtes Préardennaises | 6,07             | 257 (2022)                        | 42                 | modifier les données · modifier les données |
| Faux                                   | 08165      | CC des Crêtes Préardennaises | 3,28             | 63 (2022)                         | 19                 | modifier les données · modifier les données |
| La Férée                               | 08167      | CC Ardennes Thiérache        | 11,01            | 70 (2022)                         | 6,4                | modifier les données · modifier les données |
| Flaignes-Havys                         | 08169      | CC Ardennes Thiérache        | 13,70            | 92 (2022)                         | 6,7                | modifier les données · modifier les données |
| Fraillicourt                           | 08178      | CC des Crêtes Préardennaises | 14,39            | 171 (2022)                        | 12                 | modifier les données · modifier les données |
| Le Fréty                               | 08182      | CC Ardennes Thiérache        | 7,09             | 61 (2022)                         | 8,6                | modifier les données · modifier les données |
| Girondelle                             | 08189      | CC Ardennes Thiérache        | 11,53            | 157 (2022)                        | 14                 | modifier les données · modifier les données |
| Givron                                 | 08192      | CC des Crêtes Préardennaises | 7,15             | 94 (2022)                         | 13                 | modifier les données · modifier les données |
| Grandchamp                             | 08196      | CC des Crêtes Préardennaises | 7,28             | 89 (2022)                         | 12                 | modifier les données · modifier les données |
| Gruyères                               | 08201      | CC des Crêtes Préardennaises | 5,48             | 104 (2022)                        | 19                 | modifier les données · modifier les données |
| Hagnicourt                             | 08205      | CC des Crêtes Préardennaises | 5,75             | 68 (2022)                         | 12                 | modifier les données · modifier les données |
| Hannappes                              | 08208      | CC Ardennes Thiérache        | 8,45             | 134 (2022)                        | 16                 | modifier les données · modifier les données |
| Jandun                                 | 08236      | CC des Crêtes Préardennaises | 12,78            | 304 (2022)                        | 24                 | modifier les données · modifier les données |
| Justine-Herbigny                       | 08240      | CC des Crêtes Préardennaises | 11,77            | 164 (2022)                        | 14                 | modifier les données · modifier les données |
| Lalobbe                                | 08243      | CC des Crêtes Préardennaises | 9,96             | 165 (2022)                        | 17                 | modifier les données · modifier les données |
| Launois-sur-Vence                      | 08248      | CC des Crêtes Préardennaises | 13,37            | 686 (2022)                        | 51                 | modifier les données · modifier les données |
| Lépron-les-Vallées                     | 08251      | CC Ardennes Thiérache        | 6,42             | 65 (2022)                         | 10                 | modifier les données · modifier les données |
| Liart                                  | 08254      | CC Ardennes Thiérache        | 13,44            | 596 (2022)                        | 44                 | modifier les données · modifier les données |
| Logny-Bogny                            | 08257      | CC Ardennes Thiérache        | 10,66            | 153 (2022)                        | 14                 | modifier les données · modifier les données |
| Lucquy                                 | 08262      | CC des Crêtes Préardennaises | 5,07             | 579 (2022)                        | 114                | modifier les données · modifier les données |
| Maranwez                               | 08272      | CC des Crêtes Préardennaises | 3,03             | 54 (2022)                         | 18                 | modifier les données · modifier les données |
| Marby                                  | 08273      | CC Ardennes Thiérache        | 7,35             | 79 (2022)                         | 11                 | modifier les données · modifier les données |
| Marlemont                              | 08277      | CC Ardennes Thiérache        | 10,06            | 125 (2022)                        | 12                 | modifier les données · modifier les données |
| Mesmont                                | 08288      | CC des Crêtes Préardennaises | 11,32            | 91 (2022)                         | 8,0                | modifier les données · modifier les données |
| Montmeillant                           | 08307      | CC des Crêtes Préardennaises | 7,02             | 84 (2022)                         | 12                 | modifier les données · modifier les données |
| Neufmaison                             | 08315      | CC des Crêtes Préardennaises | 7,06             | 68 (2022)                         | 9,6                | modifier les données · modifier les données |
| La Neuville-lès-Wasigny                | 08323      | CC des Crêtes Préardennaises | 5,21             | 162 (2022)                        | 31                 | modifier les données · modifier les données |
| Neuvizy                                | 08324      | CC des Crêtes Préardennaises | 8,62             | 119 (2022)                        | 14                 | modifier les données · modifier les données |
| Novion-Porcien                         | 08329      | CC des Crêtes Préardennaises | 17,21            | 519 (2022)                        | 30                 | modifier les données · modifier les données |
| Prez                                   | 08344      | CC Ardennes Thiérache        | 12,40            | 132 (2022)                        | 11                 | modifier les données · modifier les données |
| Puiseux                                | 08348      | CC des Crêtes Préardennaises | 3,41             | 110 (2022)                        | 32                 | modifier les données · modifier les données |
| Raillicourt                            | 08352      | CC des Crêtes Préardennaises | 6,87             | 226 (2022)                        | 33                 | modifier les données · modifier les données |
| Remaucourt                             | 08356      | CC des Crêtes Préardennaises | 10,80            | 173 (2022)                        | 16                 | modifier les données · modifier les données |
| Renneville                             | 08360      | CC des Crêtes Préardennaises | 9,85             | 192 (2022)                        | 19                 | modifier les données · modifier les données |
| Rocquigny                              | 08366      | CC des Crêtes Préardennaises | 36,85            | 652 (2022)                        | 18                 | modifier les données · modifier les données |
| La Romagne                             | 08369      | CC des Crêtes Préardennaises | 9,91             | 130 (2022)                        | 13                 | modifier les données · modifier les données |
| Rouvroy-sur-Audry                      | 08370      | CC Ardennes Thiérache        | 9,15             | 528 (2022)                        | 58                 | modifier les données · modifier les données |
| Rubigny                                | 08372      | CC des Crêtes Préardennaises | 5,12             | 61 (2022)                         | 12                 | modifier les données · modifier les données |
| Rumigny                                | 08373      | CC Ardennes Thiérache        | 17,38            | 269 (2022)                        | 15                 | modifier les données · modifier les données |
| Saint-Jean-aux-Bois                    | 08382      | CC des Crêtes Préardennaises | 8,90             | 93 (2022)                         | 10                 | modifier les données · modifier les données |
| Saulces-Monclin                        | 08402      | CC des Crêtes Préardennaises | 20,23            | 841 (2022)                        | 42                 | modifier les données · modifier les données |
| Sery                                   | 08415      | CC des Crêtes Préardennaises | 18,57            | 319 (2022)                        | 17                 | modifier les données · modifier les données |
| Sorcy-Bauthémont                       | 08428      | CC des Crêtes Préardennaises | 11,14            | 147 (2022)                        | 13                 | modifier les données · modifier les données |
| Thin-le-Moutier                        | 08449      | CC des Crêtes Préardennaises | 39,72            | 682 (2022)                        | 17                 | modifier les données · modifier les données |
| Vaux-lès-Rubigny                       | 08465      | CC des Crêtes Préardennaises | 3,92             | 44 (2022)                         | 11                 | modifier les données · modifier les données |
| Vaux-Montreuil                         | 08467      | CC des Crêtes Préardennaises | 8,35             | 108 (2022)                        | 13                 | modifier les données · modifier les données |
| Vaux-Villaine                          | 08468      | CC Ardennes Thiérache        | 9,96             | 189 (2022)                        | 19                 | modifier les données · modifier les données |
| Viel-Saint-Remy                        | 08472      | CC des Crêtes Préardennaises | 22,63            | 300 (2022)                        | 13                 | modifier les données · modifier les données |
| Villers-le-Tourneur                    | 08479      | CC des Crêtes Préardennaises | 7,85             | 216 (2022)                        | 28                 | modifier les données · modifier les données |
| Wagnon                                 | 08496      | CC des Crêtes Préardennaises | 15,28            | 108 (2022)                        | 7,1                | modifier les données · modifier les données |
| Wasigny                                | 08499      | CC des Crêtes Préardennaises | 9,98             | 280 (2022)                        | 28                 | modifier les données · modifier les données |
| Wignicourt                             | 08500      | CC des Crêtes Préardennaises | 4,49             | 57 (2022)                         | 13                 | modifier les données · modifier les données |
| Canton de Signy-l'Abbaye               | 0817       |                              | 819,51           | 15 391 (2022)                     | 19                 | modifier les données                        |

## Démographie

### Démographie avant 2015
| 1962  | 1968  | 1975  | 1982  | 1990  | 1999  | 2006  | 2011  | 2012  |
| ----- | ----- | ----- | ----- | ----- | ----- | ----- | ----- | ----- |
| 4 398 | 4 147 | 3 925 | 3 892 | 3 942 | 3 816 | 3 965 | 4 078 | 4 094 |

### Démographie depuis 2015
En 2022, le canton comptait 15 391 habitants, en évolution de −2,69 % par rapport à 2016 (Ardennes : −2,97 %, France hors Mayotte : +2,11 %).
| 2013   | 2018   | 2022   |
| ------ | ------ | ------ |
| 15 676 | 15 635 | 15 391 |